# Macchi C.202
Macchi C.202 Folgore (hr. munja) bio je talijanski lovac razvijen tijekom Drugog svjetskog rata. Temeljen je na svom prethodniku, Macchiju C.200.
Macchi C.202 Folgore je prvi let imao 1940. godine, a u talijanske zračne snage je bio uveden u srpnju 1941. godine. 1.150 primjeraka su se iskazali u borbama, kao uvjerljivo bolji od svih američkih i britanskih lovaca (u borbama s Hawker Hurricane, glavnim britanskim lovcem u prvim godinama Drugog svjetskog rata, odnos pobjeda prema gubitcima je bio 4,5 1 za korict Folgorea), s izuzetkom Spitfirea. Izrazita mana su mu bili slabe radiostanice, zbog kojih su se piloti često sporazumijevali znakovima rukom i mahanjem krilima. Imao je samo dvije strojnice Breda kalibra 12,7 mm, što je donekle smanjivalo njegovu učinkovitost.
Macchi C.202 su bili prvi doista moderni lovci koje je 1943. godine uspjelo pribaviti Zrakoplovstvo NDH.

## Tehničke karakteristike (Macchi C.202CB)
Izvori podataka: 
Osnovne karakteristike
- posada: 1
- dužina: 8,85 m
- raspon krila: 10,58 m
- površina krila: 16,8 m2
- visina: 3,49 m

Letne karakteristike
- najveća brzina: 600 km/h
- dolet: 765 km
- najveća visina leta: 11.500 m
- motor: 1 x Alfa Romeo (Daimler-Benz) RA. 1000 RC.41 Monsone